# Víctor Hugo Peña Grisales
Víctor Hugo Peña Grisales (Bogotà, Cundinamarca, 10 de juliol de 1974) és un ciclista colombià, professional des del 1997. En l'edició del 2003, del Tour de França, Peña, va esdevenir el primer colombià a vestir el mallot groc. Del seu palmarès destaca una victòria d'etapa del Giro d'Itàlia de 2005, encara que també ha guanyat etapes en contrarellotge per equips a la Volta a Espanya i al Tour de França.

## Palmarès
- 1997
  -  Campió de Colòmbia en contrarellotge
- 1998
  - Vencedor d'una etapa i del pròleg de la Volta a Colòmbia i primer a la classificació combinada.
- 2000
  - Campió als Campionats Panamericans en contrarellotge
  - Campió als Campionats Panamericans en Persecució
  - Campió als Campionats Panamericans en Persecució per equips
  - Vencedor d'una etapa de la Giro d'Itàlia
- 2002
  - 1r a la Volta a Múrcia
  - Vencedor d'una etapa de la Volta als Països Baixos
- 2003
  - Vencedor d'una etapa de la Volta a Múrcia
- 2007
  - Vencedor de les Metes volants a la Volta a Catalunya
- 2008
  - Vencedor d'una etapa de la Volta a Colòmbia
- 2009
  - Vencedor d'una etapa de la Volta a Colòmbia

### Resultats al Tour de França
- 2001. 79è de la classificació general.
- 2002. 73è de la classificació general.
- 2003. 88è de la classificació general.
- 2006. 121è de la classificació general.

### Resultats al Giro d'Itàlia
- 1999. 63è de la classificació general.
- 2000. 15è de la classificació general. Vencedor d'una etapa.
- 2006. 9è de la classificació general.

### Resultats a la Volta a Espanya
- 1998. Abandona.
- 1999. Abandona.
- 2000. 45è de la classificació general
- 2001. 91è de la classificació general
- 2002. Abandona.
- 2004. 45è de la classificació general
- 2005. 27è de la classificació general